# Breviterebra laticlypeata
Breviterebra laticlypeata är en stekelart som beskrevs av Kusigemati 1982. Breviterebra laticlypeata ingår i släktet Breviterebra och familjen brokparasitsteklar. Inga underarter finns listade.